# Catfish UK
Catfish UK ist eine britische Reality Show übers Online-Dating und ist ein Ableger der Reality Show Catfish – Verliebte im Netz. Als Moderatoren fungieren Oobah Butler und für die erste Staffel auch Julie Adenuga, ab der zweiten Staffel wurde sie durch Nella Rose ersetzt. Erstmals wurde die Serie am 21. April 2021 auf MTV UK gezeigt, später am 21. Juli 2021 feierte die Serie auch in Deutschland auf MTV Premiere.

## Handlung
In der Sendung werden die Moderatoren von Personen um Hilfe gebeten, diese haben sich nämlich in einen „Catfish“ verliebt oder sind möglicherweise bereits in einer Beziehung mit dieser Person, jedoch haben die beiden sich noch nie in ihrem Leben getroffen. Die Moderatoren versuchen daraufhin herauszufinden, wer hinter dem Profil steckt und versuchen ein Treffen zwischen den beiden zu organisieren.

## Ausstrahlung und Produktion
Am 21. April 2021 wurden die ersten 10 Folgen der Serie auf MTV UK gezeigt. Am 13. Januar 2022 kündigte MTV eine zweite Staffel an mit weiteren 10 Folgen, welche am 8. Juni 2022 veröffentlicht wurde.
In Deutschland strahlte man die erste Staffel zwischen dem 21. Juli 2021 und dem 1. Dezember 2021 auf MTV aus. Die zweite Staffel läuft seit dem 15. September 2022.
Im Januar 2023 startete die dritte Staffel der Show auf MTV UK.

## Ursprung
Catfish UK ist ein Ableger des Originals Catfish – Verliebte im Netz, jedoch im Vergleich zum Original findet der Ableger nicht in den USA statt, sondern im UK mit einer anderen Moderation. Das Original wird von Nev Schulman moderiert und bis Staffel 7 von Max Joseph, seit Staffel 8 dient Kamie Crawford als Co-Moderatorin vom Original.